# Плана (Билећа)
Плана је насељено мјесто у општини Билећа, Република Српска, БиХ. Према попису становништва из 1991. у насељу је живјело 120 становника. На попису становништва 2013. године, према подацима Агенције за статистику Босне и Херцеговине пописано је 38 становника.

## Географија
Плана је село у Источној Херцеговини, на тромеђи путева за Билећу, Гацко и Столац. Од Билеће је удаљена 15км, од Гацка 30км, а од Стоца и Требиња 45км. Поред се налази Планско поље, које је добило име по овом селу. Плана се налази на надморској висини од 610 метара. Припада сливу ријеке Требишњице, без водних токова па је суво током цијеле године. За вријеме Илира и Римљана Плана је била добро насељена, након тога је била пуста обрасла шумом, а потом се опет насељава и бива у једном периоду и средиште котара. Почетком 21. вијека остало је релативно мало становништва претежно старије животне доби. Становништво се углавном бави сточарством. У селу Плана се налази Авдића Џамија, која има јединствен тип изградње у османској архитектури, спој архитектуре црквених торњева с оближње Јадранске обале, одакле су долазили њени градитељи.

## Историја
Из остатка из старине и по натписима на појединим стећцима види се да је на Планој било веома старих насеља, могуће да је била насељена и у илирско доба. Међутим из народног приповедања види се да су најстарији насељеници нашли сва ова села пуста и зарасла у шуму. Народ не памти старије становништво и мисли да су преци данашњих породица засновали ова села. По народном причању све су данашње породице доселиле за „турског“ времена; по остацима од старине види се да је насеља на Планој било и пре Турака и ради тога можемо веровати, да ни на Планој насеља нису скорашња, као што их народ узима и да су данашња насеља заснована у близини или на местима старих насеља. Изгледа да је Плана, пре заснивања данашњих села, дуго времена била пуста. То се види из приповедака о досељивању најстаријих породица: Авдића и Бабића.

## Становништво
| Националност | 1991. | 1981. | 1971. | 1961. |
| Муслимани    | 88    |       |       |       |
| Срби         | 32    |       |       |       |
| Укупно       | 120   | '     | '     | '     |

| Демографија (опш) | Демографија (опш) | Демографија (опш) |
| Година            | Становника        | Становника        |
| ----------------- | ----------------- | ----------------- |
| 1948.             | 2.130             |                   |
| 1953.             | 3.483             |                   |
| 1961.             | 261               |                   |
| 1971.             | 244               |                   |
| 1981.             | 167               |                   |
| 1991.             | 120               |                   |

## Презимена
- Авдић
- Бабић
- Ђапо
- Ћатовић
- Вукоје
- Козјак
- Роган
- Самарџић
- Милошевић
- Скочајић

Цело плањско становништво је од досељеника у османско доба. Међу досељеницима прво место заузимају Црногорци, па Бокељи, а на треће место долазе остали Херцеговци, од којих ће многи бити првобитни досељеници из Црне Горе. Из тога закључујемо да се плањско становништво после досељавања ових најстаријих породица умножавало готово само прираштајем. Новији досељеници долазе у првој половини XIX века, а сви су се досељавали или појединачно или у малим фамилијама. То су већином из Боке и остале Херцеговине. У том веку је било мало досељеника из Црне Горе. И у XIX веку се плањско становништво се множило прираштајем.

## Знамените личности
- Петар Чокорило, монашко име Прокопије, српски духовник[3]